# Nassim Hassanpour
Nassim Hassanpour (en persan : ﻧﺳﻴﻢ حسن پور), est une sportive iranienne originaire de Tabriz (province d'Azerbaijan-e-sharghi (de l'est)), pratiquant la gymnastique et le tir.
Licenciée du club sportif Enqelāb à Téhéran, elle a marqué l'actualité internationale en 2004, étant la seule sportive dans la délégation d'athlètes représentant la République Islamique d'Iran aux Jeux olympiques d'Athènes, sélectionnée pour le concours de tir au pistolet à 10 m. Ayant alors 19 ans, elle était également la plus jeune athlète de la délégation.
La pratique sportive du tir n'étant pas gênée par le port du hijab, les femmes iraniennes pratiquant ce sport peuvent donc participer à des compétitions internationales. Le sport féminin en Iran, exige en effet le port de la tenue islamique dans les lieux publics ou mixtes, les athlètes féminins pratiquant des sports exigeant une tenue spécifique (tennis, gymnastique) ne sont en effet autoriser à pratiquer leur sports qu'en salles closes en dehors de toute présence masculine. Ces conditions ne peuvent être réalisées lors de compétitions internationales, ce qui limite leur champ de participation aux seules compétitions nationales ou aux Jeux Féminins Islamiques. Nassim Hassanpour ne peut donc concourir aux Jeux olympiques en gymnastique, son sport principal.